# Spectrum Center
Spectrum Center, tidigare känd som TWC Arena, är en evenemangsarena i Charlotte i North Carolina. Den är bland annat hemmaarena för NBA-laget Charlotte Hornets.
Stadion öppnades 2005 och används till en mängd olika sporter bland annat basket, ishockey och wrestling.

## Tidigare namn
Arenan hette ursprungligen Charlotte Bobcats Arena. 2008 gick Time Warner Cable in som sponsor och arenan bytte namn till Time Warner Cable Arena. 2016 bytte köptes Time Warner Cable av Charter Communications och arenan bytte namn till det nuvarande namnet som baseras på Charter Communikcations varumärke Spectrum.